# Papir Oxirrinc 5101
El Papir Oxirrinc 5101, designat P.Oxy.LXXVII 5101 (LDAB 140272; Rahlfs 2227), és un fragment en grec d'un manuscrit de la Septuaginta escrit en pergamí, en forma de còdex. Aquest és un dels manuscrits descoberts a Oxirrinc; ha estat catalogat amb el número 5101. Paleogràficament es va datar al segle i.
El manuscrit conté seccions del Psalms i el Tetragràmaton escrit al paleo-hebreu ().
Text grec segons A. R. Meyer:
Psalms 26:14
| « | [και εψευσατο] η α[δικια ε]αυτη [πιστευω του ι]διν τα αγαθα [εν γη ζωντων υπο]μενοντων τον [יה]הו [ανδριζου και κρ]αταιουσθω η καρδια σ[ου] [και υπομεινο]ν τ[ον] יהוה:234 | » |

Psalms 64:2 (LXX)
| « | [.]. [ ] εις το τελψαλμος τω Δαυειδ [ [σοι πρ]επει יהוה υμνος εν Σειων [ [και σοι] αποδοθησεται ευχη [ [εισακο]υσον προσευχης: προς σε π[ασα:233 | » |